# Karol Knap
Karol Knap (Krosno, 12 settembre 2001) è un calciatore polacco, centrocampista del Stal Mielec in prestito dal KS Cracovia.

## Carriera

### Club
Cresciuto calcisticamente nelle giovanili del Karpaty Krosno, nel 2020 viene acquistato dal Puszcza Niepołomice, club della seconda divisione polacca. Nell'estate del 2021 si trasferisce al KS Cracovia, esordisce in Ekstraklasa il 6 agosto dello stesso anno, in occasione dell'incontro perso per 2-0 contro il Lech Poznań. 

### Nazionale
Nel 2021 ha giocato 3 partite con la nazionale polacca Under-20.

## Statistiche

### Presenze e reti nei club
Statistiche aggiornate al 30 luglio 2022.
| Stagione        | Squadra             | Campionato      | Campionato | Campionato | Coppe nazionali | Coppe nazionali | Coppe nazionali | Coppe continentali | Coppe continentali | Coppe continentali | Altre coppe | Altre coppe | Altre coppe | Totale | Totale |
| Stagione        | Squadra             | Comp            | Pres       | Reti       | Comp            | Pres            | Reti            | Comp               | Pres               | Reti               | Comp        | Pres        | Reti        | Pres   | Reti   |
| --------------- | ------------------- | --------------- | ---------- | ---------- | --------------- | --------------- | --------------- | ------------------ | ------------------ | ------------------ | ----------- | ----------- | ----------- | ------ | ------ |
| 2020-2021       | Puszcza Niepołomice | 1L              | 23         | 0          | CP              | 2               | 0               |                    | -                  | -                  |             | -           | -           | 25     | 0      |
| 2021-2022       | KS Cracovia         | EK              | 23         | 0          | CP              | 1               | 0               |                    | -                  | -                  |             | -           | -           | 24     | 0      |
| 2022-2023       | KS Cracovia         | EK              | 3          | 0          | CP              | 0               | 0               |                    | -                  | -                  |             | -           | -           | 3      | 0      |
| Totale carriera | Totale carriera     | Totale carriera | 49         | 0          |                 | 3               | 0               |                    | -                  | -                  |             | -           | -           | 52     | 0      |